# 泰拉能源
泰拉能源（英語：TerraPower）是一家总部设在美国华盛顿州贝尔维尤的核反应堆设计公司。泰拉能源是一种称为行波反应堆（TWR）的快堆核反应堆。不像标准的轻水反应堆，例如以浓缩铀为燃料的压水反应堆或沸水反应堆，使用贫铀替代燃料的行波反应堆，在无需更换燃料的条件下预计可运行时间40到60年。铀-235裂变的副产品可以重新用于其他行波反应堆。
2015年9月，泰拉能源与中国核工业集团公司签署协议，在2018年到2025年在位于中国福建省的霞浦县的霞浦核电站建造600 MW的反应堆。 约1150 MW的商业电厂被计划2020代后期发电。

## 参阅
- 快中子增殖反应堆